# Hénoch
Pour les articles homonymes, voir Hénoch (homonymie).
Hénoch (hébreu : חֲנוֹךְ (ḥănōkh) ; en grec : Ἑνώχ (Henốkh) ; en latin : Enoch ; en arabe : إِدْرِيس (Idris)) est un patriarche biblique. Il est le fils de Yared, le père de Mathusalem et l'arrière-grand-père de Noé. Septième patriarche du lignage de Seth, il a selon le Livre de la Genèse vécu 365 ans avant que Dieu le prenne pour le placer au ciel : Hénoch « marchait avec Dieu », ce qui exprime une relation privilégiée avec Lui. Sa durée de vie terrestre, courte en comparaison avec les autres patriarches antédiluviens, suggère un lien avec l'année solaire de 365 jours. Il est une figure messianique préfigurant Élie et Jésus-Christ.

## Littérature intertestamentaire
Une collection de textes apocryphes de la période du Second Temple, appelée Livre d'Hénoch, prétend rapporter des révélations reçues par Hénoch et transmises par son fils Mathusalem.
L'un de ces textes apocryphes, 1 Hénoch (appelé aussi l'Hénoch éthiopien) est rapporté de l'Empire d'Éthiopie en Angleterre en 1773 lors d'un voyage de l'explorateur James Bruce.
Un autre apocryphe, 2 Hénoch (appelé aussi le Livre des secrets d'Hénoch ou Hénoch slave car il doit sa survie dans les pays slaves) a été découvert au XIXe siècle à Belgrade. Il proviendrait d'un texte original écrit en grec, qui a circulé en Europe de l'Est jusqu'au XIIIe siècle.
L’Épître de Jude le mentionne. Le livre d'Hénoch affirme qu’il a prophétisé les temps depuis la Création jusqu'au Dernier Jugement, divisés en dix semaines.
Le nom Hanoucca, fête d'inauguration du Second Temple, a la même étymologie.

### Homonymes
Il ne doit pas être confondu avec Hénoch, fils de Caïn, en ce qu'il inaugure la nomination des lieux tandis qu'Henoch, fils de Jared, inaugure le décompte des temps (premier calendrier connu), ni avec Hénoch (ou Enosh), fils de Seth. Voltaire rapproche d'ailleurs le nom de Hénoch de celui de Janus, d'où vient Janvier.

## Statut dans les religions monothéistes

### Judaïsme
Dans le pseudépigraphe 3 Hénoch, il est relaté comment Hénoch est enlevé au ciel et nommé gardien de tous les trésors célestes, chef des archanges, et le préposé immédiat auprès du « Trône divin », à qui sont révélés tous les secrets et les mystères. Dans cet ouvrage, il est identifié à Metatron, l'ange qui communique la Parole divine. Dans la littérature rabbinique, la kabbale et les ouvrages de mystique juive, il est celui qui a communiqué la révélation divine à Moïse.

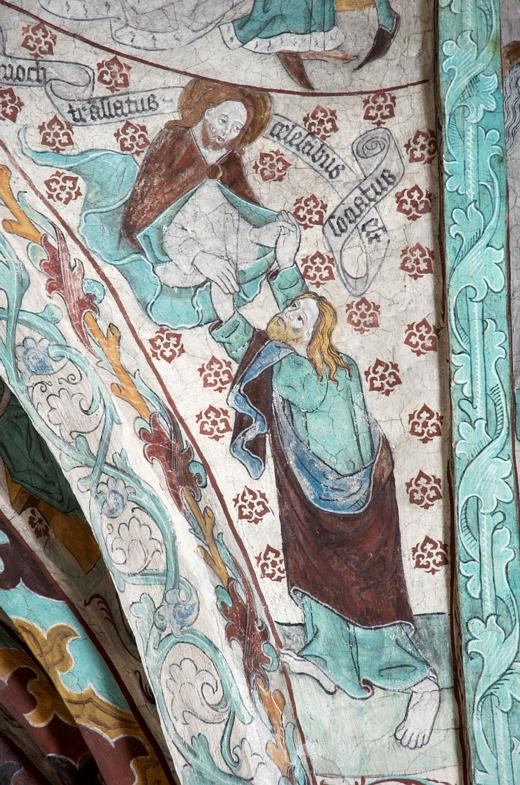
Hénoch repris par Dieu, peinture à la chaux, église d'Härkeberga, Suède.

Le Targum Jonathan Genesis dit qu'Hénoch servit devant le Seigneur et qu’il fut retiré pour monter au firmament où son nom devint Metatron le grand scribe. Dans son commentaire des Cinq livres de Moïse, Menachem[Qui ?] écrit que le Seigneur prit Hénoch pour qu’il se tienne devant le Trône de Sa majesté, devant les roues de Son chariot, pour accomplir les tâches du Plus-Haut. Il fut porté au ciel dans un chariot tiré par des chevaux de feu et entra en présence de Dieu, des bêtes sacrées, des séraphins, ophanim et chérubins et des roues du chariot.

### Christianisme
Cité par St Jude, Origène, St Augustin, St Clément d’Alexandrie et d’autres écrivains, Hénoch n’est pas resté dans l’ombre. La dernière copie du Livre de Hénoch a été retracée aux environs de l’an 110 av. J.-C. et souffert de nombreuses interpolations, d’où la difficulté de distinguer l’original des additions.
Le Livre de Hénoch (መጽሐፈ ፡ ሄኖክ) est considéré canonique par les églises arménienne et éthiopienne, et cité par les chrétiens de la première ère. Au VIIIe siècle, le moine byzantin Syncellus en rapporte des passages dans sa chronographie Syncellus & Nicephorus scriptorum historiae Bizantinae, qui étaient tout ce que nous en connaissions jusqu’au dernier siècle.
Dans l'Ancien Testament, Hénoch et Élie ont tous deux été enlevés au ciel, trait qu'ils partagent avec Jésus dans le Nouveau Testament.
L'ascension au ciel d'Hénoch et Jésus est également mentionnée dans le Coran. Hénoch et Elie sont par ailleurs censés redescendre sur terre pour combattre l'antéchrist dans l'Évangile de Nicodème qui est apocryphe.

### Islam
En raison d'une élévation au ciel similaire aux récits biblique, Idris a été associé à Henoch. Si le Coran ne donne presque aucune information sur Idris, la tradition musulmane donne d'autres éléments sur cette figure. Le corpus des hadiths raconte que Mahomet aurait, lors de son voyage nocturne, rencontré Idris au quatrième Ciel. Les principales sources d'information pour les commentateurs sont les isrâ'iliyyat, récits judéo-chrétiens, présents en particulier dans le corpus des midrash et transmis à l'islam par un juif converti Ka'b al-Ahbar. Si Ibn Kathir émet quelques réserves quant à ces récits, il est obligé de s'en contenter, faute d'autres sources. Dans la tradition juive (Livre des Jubilés), Hénoch est le premier homme à apprendre l'écriture et la science. La tradition musulmane attribuera ces caractéristiques à Idris. Celui-ci va jouer un rôle important dans la littérature hérmétiste musulmane. Ibn Arabi décrit Idris comme le « prophète des philosophes » vu le nombre de connaissances qu'il a pu apporter.

### Mormonisme
Pour les Mormons, il est celui qui a fondé la cité de Sion. Selon le Livre de Moïse, Sion fut enlevée au ciel à cause de la justice de ceux qui y vivaient.

## Fête
Il est célébré comme patriarche le 30 juillet par plusieurs Églises dont les arméniens et les Coptes, et par l'Église orthodoxe en décembre le dimanche avant la Nativité en la fête des ancêtres de Jésus. En plus, l'Église copte le fête le 22 janvier et le 19 juillet (son ascension)  et l'Église catholique le 3 janvier (d'après les Bollandistes).

## Dans la culture populaire
- Dans le jeu vidéo El Shaddai: Ascension of the Metatron, il est assimilé à Metatron dont le joueur suit le parcours. Il pourchasse sept Anges Déchus au nom de Dieu. Dans ce jeu, Lucifer est l'intermédiaire de la voix divine, et Henoch, un prêtre qui ne peut connaitre la mort.
- Dans le jeu vidéo Off de Mortis Ghost, Enoch, le Gardien de la Zone 3, est à l'évidence une référence au personnage Biblique.
- Dans la série animée La Forêt de l'Étrange, Enoch est le chef de la ville Pottsfield, qui se trouve être un jeu de mots macabre vis-à-vis de ce qu'est la ville réellement
- Dans la trilogie À la croisée des mondes de Philip Pullman, Métatron, appelé aussi le Régent, est le bras droit de l'Autorité (Dieu)[12], et il administre le Chariot, appelé aussi la Montagne nébuleuse. C'est l'ennemi par excellence de l'armée de Lord Asriel.
- Dans Aventures, Enoch est un roi des enfers, père de Balthazar Octavius Barnabé, l'un des quatre Aventuriers
- Dans le roman Miss Peregrine et les Enfants particuliers, écrit par  Ransom Riggs (2011) et dans le film Miss Peregrine et les Enfants particuliers réalisé par Tim Burton (2016), Enoch O'Connor (Finlay MacMillan) : Un garçon capable de donner (ou redonner) la vie à un être ou un objet inanimé et de l'insuffler à un autre pour une courte durée.